# Premio Norli
Il premio Norli è un premio letterario norvegese organizzato dal gruppo Norli a partire dal 2011.
Premia il miglior romanzo di debutto dell'anno.

## Vincitori
| Anno | Autore            | Libro                         |
| ---- | ----------------- | ----------------------------- |
| 2011 | Jørgen Brekke     | La biblioteca dell'anatomista |
| 2012 | Stephen J. Walton | Roadmovie. Manuset            |
| 2013 | Eline Lund Fjæren | Ung jente, voksen mann        |
| 2014 |                   |                               |